# Scotiabank
O Scotiabank é um banco multinacional do Canadá, sendo atualmente o terceiro maior do país. Foi fundado em 1832 em Halifax, Nova Escócia, tendo mudado sua sede para Toronto, Ontário em 1900.
O banco canadense iniciou suas operações no Brasil nos anos 70. 
O Scotiabank também está presente na América Latina, em países como Chile, Colômbia, Costa Rica, República Dominicana, El Salvador, Guatemala, México, Panamá, Peru, Porto Rico, Venezuela e Uruguai. 